# Anguelina Gólikova
Anguelina Románovna Gólikova –en ruso, Ангелина Романовна Голикова– (Moscú, 17 de septiembre de 1991) es una deportista rusa que compite en patinaje de velocidad sobre hielo.
Participó en tres Juegos Olímpicos de Invierno, entre los años 2014 y 2022, obteniendo una medalla de bronce en Pekín 2022, en la prueba de 500 m, y el séptimo lugar en Pyeongchang 2018, en la misma prueba.
Ganó cuatro medallas en el Campeonato Mundial de Patinaje de Velocidad sobre Hielo en Distancia Individual entre los años 2019 y 2021, cinco medallas en el Campeonato Europeo de Patinaje de Velocidad sobre Hielo en Distancia Individual entre los años 2018 y 2022, y una medalla de plata en el Campeonato Europeo de Patinaje de Velocidad sobre Hielo en Distancia Corta de 2021.

## Palmarés internacional
| Juegos Olímpicos                           | Juegos Olímpicos                | Juegos Olímpicos  | Juegos Olímpicos      |
| Año                                        | Lugar                           | Medalla           | Prueba                |
| ------------------------------------------ | ------------------------------- | ----------------- | --------------------- |
| 2022                                       | Pekín (China)                   | Medalla de bronce | 500 m                 |
| Campeonato Mundial en Distancia Individual |                                 |                   |                       |
| Año                                        | Lugar                           | Medalla           | Prueba                |
| 2019                                       | Inzell (Alemania)               | Medalla de bronce | Velocidad por equipos |
| 2020                                       | Salt Lake City (Estados Unidos) | Medalla de plata  | 500 m                 |
| 2020                                       | Salt Lake City (Estados Unidos) | Medalla de plata  | Velocidad por equipos |
| 2021                                       | Heerenveen (Países Bajos)       | Medalla de oro    | 500 m                 |
| Campeonato Europeo en Distancia Individual |                                 |                   |                       |
| Año                                        | Lugar                           | Medalla           | Prueba                |
| 2018                                       | Kolomna (Rusia)                 | Medalla de oro    | Velocidad por equipos |
| 2018                                       | Kolomna (Rusia)                 | Medalla de plata  | 500 m                 |
| 2020                                       | Heerenveen (Países Bajos)       | Medalla de oro    | Velocidad por equipos |
| 2020                                       | Heerenveen (Países Bajos)       | Medalla de bronce | 500 m                 |
| 2022                                       | Heerenveen (Países Bajos)       | Medalla de plata  | 500 m                 |
| Campeonato Europeo en Distancia Corta      |                                 |                   |                       |
| Año                                        | Lugar                           | Medalla           | Prueba                |
| 2021                                       | Heerenveen (Países Bajos)       | Medalla de plata  | Clasificación general |